# TýTý 2010
Vyhlášení 20. ročníku ankety TýTý 2010 se konalo 2. dubna 2011 v Divadle na Vinohradech. Večerem provázel Karel Šíp a přímým přenosem jej od 20 hodin vysílala Česká televize.

## Výsledky
| Kategorie                          | Vítěz                | Televize       |
| ---------------------------------- | -------------------- | -------------- |
| Osobnost televizního zpravodajství | Jolana Voldánová     | Česká televize |
| Osobnost televizní publicistiky    | Josef Klíma          | Prima TV       |
| Osobnost televizní zábavy          | Karel Šíp            | Česká televize |
| Zpěvák                             | Michal David         |                |
| Zpěvačka                           | Lucie Vondráčková    |                |
| Herec                              | Ondřej Vetchý        | TV Nova        |
| Herečka                            | Veronika Freimanová  | Česká televize |
| Seriál roku                        | Vyprávěj             | Česká televize |
| Pořad roku                         | StarDance            | Česká televize |
| Objev roku                         | Daniela Písařovicová | Česká televize |
| Absolutní vítěz                    | Vyprávěj             | Česká televize |
| Dvorana slávy                      | Jiřina Bohdalová     |                |